# Buchanan, Liberia
Buchanan är en stad i Liberia, och är centralt belägen längs landets kust. Den är Liberias tredje största stad, efter Monrovia och Ganta, och hade 34 270 invånare vid folkräkningen 2008. Buchanan är den administrativa huvudorten för regionen Grand Bassa County. Staden är uppkallad efter Thomas Buchanan som var James Buchanans kusin.